# Käpylä
Käpylä (Fins) of Kottby (Zweeds) is een wijk van Helsinki met 7600 inwoners. Administratief valt Käpylä binnen het district Vanhakaupunki.
Käpylä ligt ten oosten van het district Pasila, tussen Kumpula, Oulunkylä en Koskela, zo'n 5 km ten noorden van het centrum. In het westen wordt de wijk begrensd door het spoor. Tramlijn 1 loopt van het centrum van Helsinki naar Käpylä. Käpylä maakt sinds 1906 deel uit van Helsinki.
Het olympisch dorp voor de Olympische Zomerspelen 1952 en een ander dorp voor de (geannuleerde) Olympische Zomerspelen 1940 waren gevestigd in Käpylä. Het Park Hotel in Käpylä werd bekend omdat de populaire satirische tv-serie Hyvät herrat er opgenomen werd. Een van de twee lycea in Käpylä is speciaal gericht op natuuronderwijs.
Gebieden in Käpylä zijn Puu-Käpylä (bos-Käpylä) en Taivaskallio.

## Puu-Käpylä

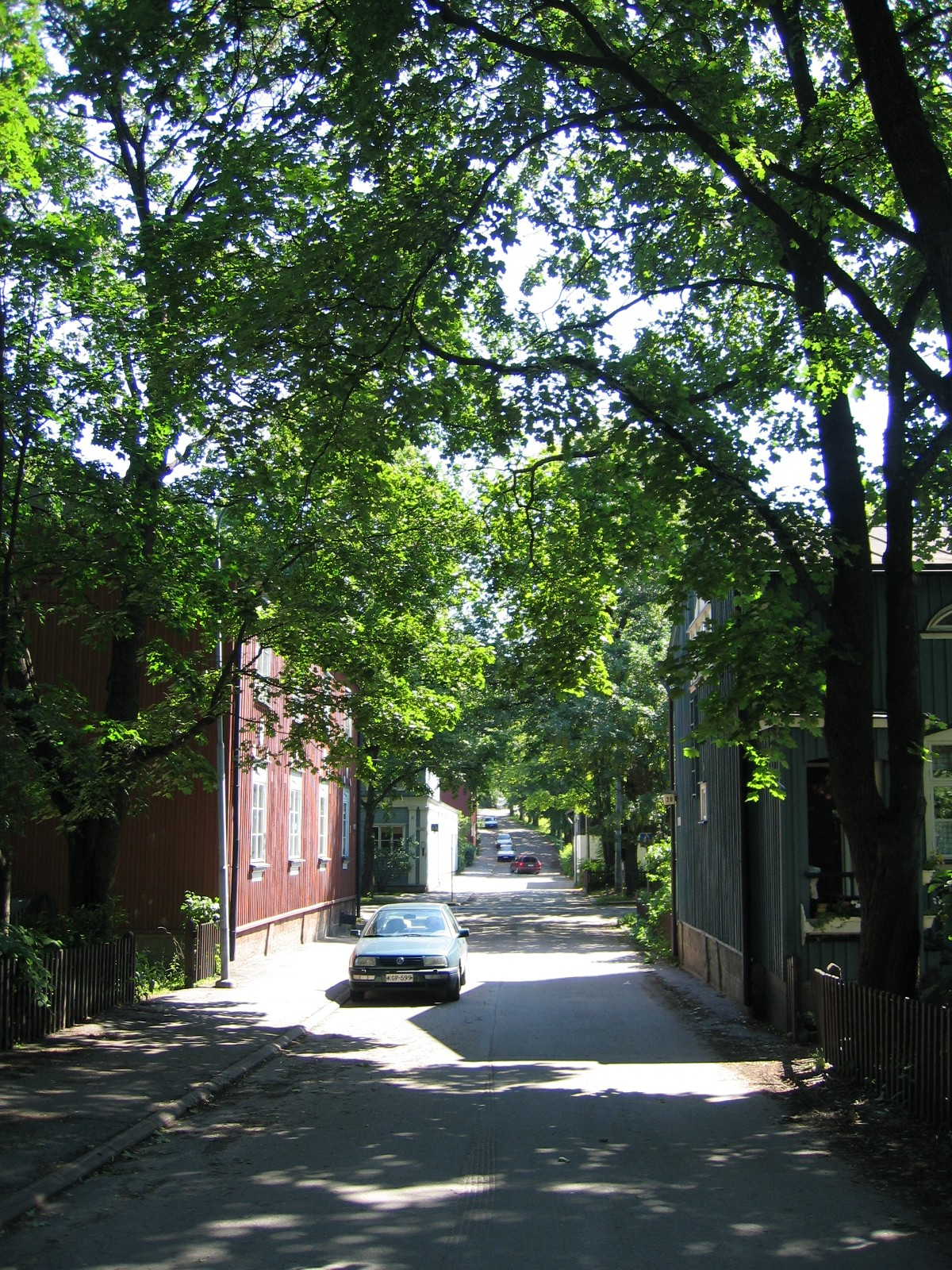
Puu-Käpylä

Puu-Käpylä (letterlijk: ‘bos Käpylä’) (Zweeds ‘Trädkottby’) staat bekend als een van de eerste voorbeelden van de  tuinstad-beweging. Het stadsdeel met houten woningen is ontworpen door Martti Välikangas en in gebouwd tussen 1920 en 1925 in Noors classicistische stijl. Puu-Käpylä stond model voor andere Finse arbeiderswijken. De gebouwen zijn op een typisch Finse manier geconstrueerd, opgebouwd uit vierkante balken en voorzien van een houten buitenbouw. Het bouwproces was deels geïndustrialiseerd, en daarom staat het gebied bekend als het eerste gebied met geprefabriceerde woningen in Finland. De kleuren variëren licht tussen de huizen, maar het traditionele oker-rood domineert. De inwoners van Puu-Käpylä zijn nog altijd voornamelijk afkomstig uit de arbeidersklasse, maar ook hoger opgeleiden, vooral architecten, worden er tegenwoordig door aangetrokken. Ook is de wijk tegenwoordig een toeristische attractie geworden.
Välikangas, de ontwerper van Puu-Käpylä, werkte samen met architect Hilding Ekelund ook aan het ontwerp van het olympisch dorp in Käpylä.

## Sport
Voetbalclub Käpylän Pallo speelt in de Kakkonen, de op twee na hoogste voetbalcompetitie van Finland. De stad maakte deel uit van het Wielrenevenement van de Olympische Zomerspelen 1952. Amateurvoetbalclub Käpylä Maanantai speelt zijn thuiswedstrijden in Käpylä.